# Alice Paba
Alice Paba (Tolfa, 15 febbraio 1997) è una cantautrice italiana.
È salita alla ribalta nel 2016, in seguito alla sua partecipazione e vittoria alla quarta edizione del talent show The Voice of Italy, firmando successivamente un contratto con l'etichetta discografica Universal Music Italia.

## Biografia

### Esordi eThe Voice of Italy
Nata e cresciuta a Tolfa, in provincia di Roma, di origini sarde, durante la sua prima infanzia, Alice Paba aveva un rapporto conflittuale con la musica a causa dei karaoke che i genitori organizzavano a casa con numerosi ospiti e per questo ha cominciato a cantare solamente all'età di otto anni dopo aver imparato a scuola Il Canto degli Italiani di Goffredo Mameli, di cui realizzerà in seguito personali cover in beatboxing. Appassionatasi finalmente al mondo della musica, Alice ha iniziato a prendere lezioni di canto, imparando da autodidatta anche a suonare la chitarra. Si è diplomata presso il liceo artistico "Guglielmotti" di Civitavecchia.
Nel 2015, appena diciottenne, ha partecipato alla quattordicesima edizione del talent show Amici di Maria De Filippi, venendo eliminata, tuttavia, durante le fasi iniziali del programma. Nel 2016, Alice ha deciso di partecipare nuovamente ad un talent show, è riuscita ad accedere al cast della quarta edizione di The Voice of Italy, entrando a far parte della squadra capitanata da Dolcenera. Alla fine della competizione Alice si è classificata prima, ottenendo così un contratto discografico con l'Universal Music Italia. Il 23 maggio dello stesso anno, durante la finale del programma, Alice ha presentato il suo primo inedito, Parlerò d'amore, scritto per lei da Dolcenera, Ermal Meta e Antonio Di Martino e pubblicato come singolo lo stesso giorno.

### Festival di Sanremo 2017 eSe fossi un angelo
Il 12 dicembre 2016, durante la trasmissione Sanremo Giovani, è stata annunciata da Carlo Conti la sua partecipazione, in coppia con Nesli, alla 67ª edizione del Festival di Sanremo nella sezione "Campioni", col brano Do retta a te, scritto dal cantautore e Brando, e con il quale il duo è stato eliminato definitivamente dalla gara canora nel corso della terza serata, ancor prima della finale della kermesse. Il singolo sanremese, pubblicato il 9 febbraio 2017, oltre ad anticipare l'album in studio Kill Karma - La mente è un'arma e l'EP Kill Karma - Neslintrovabili (contenente una cover di Ma il cielo è sempre più blu di Rino Gaetano, in duetto con la Paba) del cantautore senigalliese, ha anticipato anche l'album in studio di esordio di Alice, Se fossi un angelo, prodotto anch'esso da Brando e pubblicato due giorni più tardi. Il disco, composto da nove brani, tre dei quali scritti dalla stessa Paba, ha raggiunto la trentanovesima posizione della Classifica FIMI Album.
Per la promozione dell'album, il 14 aprile è stato estratto come secondo singolo il brano Te lo leggo negli occhi, firmato da Mirko Tommasi e Mario Vallenari e accompagnato dal rispettivo videoclip, uscito sul canale Vevo della cantante.
Successivamente, il 24 settembre Alice ha aderito alla quinta edizione del concerto Buon Compleanno Mimì, evento musicale in ricordo di Mia Martini, insieme ad altri undici artisti al Teatro Nuovo di Milano, in cui ha reinterpretato Almeno tu nell'universo, importante successo dell'interprete bagnarese.
Il 23 agosto 2019 la cantautrice, insieme a Clizia Fornasier, Michele Pecora e Gianni Testa, ha fatto parte della giuria di qualità del Singer Art Festival, concorso canoro tenutosi a Morino.

## Discografia

### Album in studio
- 2017 – Se fossi un angelo

### Singoli
- 2016 – Parlerò d'amore
- 2017 – Do retta a te (con Nesli)
- 2017 – Te lo leggo negli occhi
- 2021 – Facile
- 2023 – Bruciami

### Video musicali
- 2017 – Te lo leggo negli occhi (regia di Luca Tartaglia)